# Robert Alexander Watson-Watt
Sir Robert Alexander Watson-Watt (Brechin (Skócia, Egyesült Királyság), 1892. április 13. – Inverness (Skócia), 1973. december 5.) skót fizikus, a radar feltalálója. Életműve meghatározó hatást gyakorolt a 20. század második felének katonai repülésére.

## Életrajza
A St. Andrews-i Egyetemen végzett, majd tanított a Dundeei Egyetemen. Fiatal éveiben meteorológusként rövidhullámú rádióvevőket használtak a villámlások helyének meghatározására. 1935-től a National Physical Laboratory rádió-szekciójának lett a vezetője, ahol a repülőgépek helyzet-meghatározásával foglalkoztak. Ő volt a radar feltalálója.Vezetésével fejlesztették ki az első barát-ellenség felismerő rendszert, aminek segítségével meg lehetett különböztetni a saját, illetve ellenséges repülőgépeket a RADAR képernyőjén. A rendszer működésének alapelve az volt, hogy a repülőgépre szerelt eszköz, amikor jelet érzékelt a radar felől egy speciális jelet küldött vissza, aminek segítségével a repülőgép azonosítható volt.